# Alba Florejachs
Alba Casera Florejachs, född 18 februari 1981 i Barcelona, är en katalansk (spansk) skådespelare. Hon är bland annat känd för roller i olika spanska och katalanska TV-serier, inklusive Palomitas (Telecinco, 2012), Crackòvia (2013–14) och Polònia (från 2012), de två sistnämnda producerade för katalanska TV3.

## Biografi
Alba Florejachs, som använt sitt mödernenamn och inte (som är vanligast) sitt fädernenamn i sitt artistnamn, har arbetat med teater sedan mitten av 00-talet. Till en början rörde det sig mestadels om turnerande teatersällskap.
Under 2010-talet har Florejachs synts i ett antal scenuppsättningar på teatrar i hemstaden Barcelona, inklusive Losers som gick 2014–15 på Sala Villarroel och en uppsättning 2016 av Molières Den girige (katalansk titel: L'Avar). 2018 uppmärksammades hon för rollen som "Dolors" i Roger Torns pjäs Distància på Barcelona-teatern Sala Beckett. Pjäsen anknöt till den aktuella polemiken rörande den eventuella (politiska) indoktrineringen i det katalanska utbildningsväsendet (se även katalanism).
Parallellt har hon deltagit i ett antal olika TV-serieproduktioner för både spansk- och katalanskspråkiga TV-kanaler. De mest långlivade av dessa är de för TV3:s satirserie Polònia (sedan 2012) och dess systerprogram Crackòvia (2013–14); sammanräknat har hon synts i minst ett 120-tal avsnitt av dessa produktioner från bolaget Minoria Absoluta.
Florejachs har i Crackòvia bland annat imiterat Laia Sanz, katalansk motorcyklist och mångfaldig världsmästare.
I Polònia står Florejachs för en mängd olika och mångskiftande rolltolkningar, ofta av vardagsmänniskor som råkar ut för de imiterade politikernas nycker och infall. Hon spelar modern i den katalanska (starkt katalanistiska) "Svensson-familj" där Marc Rodríguez spelar familjefadern. Bland Florejachs relativt få återkommande imitationer i programmet kan nämnas de av Rossy de Palma och Susana Díaz; den sistnämnda rolltolkningen har rönt stor uppmärksamhet.
Hösten 2018 leder Florejachs tillsammans med talarcoachen Gemma Lligadas programmet El got d'aigua på TV3, där tävlande i talekonst kan vinna en resa till Kalifornien.
Alba Florejachs har under sin karriär växlat flitigt mellan dramatiska och humoristiska roller. Detta gäller båda de parallella karriärerna på teaterscenen samt inom film och TV.

## Produktioner (urval)

### Teater (roller)[11]
- Cómicos de Barra (2005, turné)
- Planeta Impro (2012, Teatre Teatreneu)
- Assessinat a Atrium (2013)
- Somni, The Last Supper (2013, Teatre La Seca)
- Lectures dramatitzades (2013, Sala Beckett)
- I Love T.V (2014, Club Capitol)
- Losers (2014–15, Sala Villarroel[9])
- Desdèmona (2015, Teatre Sala Muntaner)
- Bluf (2016, Teatre Sala Beckett)
- La nit de Helver (2016, Sala Atrium)
- L'Avar (2016, Teatre Goya)
- Homes (2017, Teatre Condal)

### Filmografi (TV)[12][11]
- Generación XXI (2010, lokal-TV)
- Leyendas del Nen (2010, mobilproduktion)
- Palomitas (2012; 9 avsnitt)
- Buenas noches y Buenafuente (2012, Antena 3, 1 avsnitt)
- Polònia (2012–; minst 102 avsnitt)
- Crackòvia (2013–14; 23 avsnitt)
- Merlí (2016)
- Les molèsties (2017–18; 5 avsnitt; rollen "Gina")
- Homo Zapping (2018, minst 13 avsnitt)
- Dona funerària (2018)
- Benvinguts a la família (2018)